# Drimia media
Drimia media är en sparrisväxtart som beskrevs av Nikolaus Joseph von Jacquin och Carl Ludwig von Willdenow. Drimia media ingår i släktet Drimia och familjen sparrisväxter. Inga underarter finns listade i Catalogue of Life.